# Jensenia crassifrons
Jensenia crassifrons là một loài rêu trong họ Pallaviciniaceae. Loài này được (Stephani) S. Schuette & Stotler mô tả khoa học đầu tiên năm 2005.